# سیارک ۱۸۵۶
سیارک ۱۸۵۶ (به انگلیسی: 1856 Ruzena، نامگذاری:1969TW1) هزار و هشتصد و پنجاه و ششمین سیارک کشف شده‌است که در ۸ اکتبر ۱۹۶۹ کشف شد.
قدر مطلق سیارک برابر ۱۲٫۶۰ است.